# N210 (België)
De N210 is een gewestweg in Oudergem, België tussen N206 en de A4. De weg maakt voor een deel uit van de A4 E411. Daarnaast ligt het voor het grootste gedeelte als parallelweg langs deze zelfde A4. De weg heeft een lengte van ongeveer 2,5 kilometer.

## N210a
De N210a is een 800 meter lange weg die via de Beaulieulaan gaat in Oudergem. Ter hoogte van waar de N210a ligt, verloopt de N210 zelf voor een stukje via de snelweg A4 E411. De N210a sluit zowel in het begin als op het eind aan op de N210.